# Charles Cornette
Charles Cornette (Vilvoorde, 1939) is een Vlaams acteur wiens naam onverbrekelijk verbonden is met de theatergroep de Internationale Nieuwe Scène.

## Start carrière
Cornette debuteerde als amateurtoneelspeler op achtjarige leeftijd in de amateurkring te Vilvoorde, waaraan zijn vader als souffleur verbonden was. Uiteindelijk werd hij beroepsacteur, eerst bij de Studio, eind jaren zestig bij de Antwerpse Koninklijke Nederlandse Schouwburg (KNS). Tien dagen voor de première nam hij de hoofdrol over van een zieke collega in het stuk 'Het zevende gebod’ van Dario Fo. Hij kwam toen in aanraking met de Italiaanse gastregisseur Arturo Corso, hetgeen een ommekeer in zijn loopbaan betekende.

## Mistero Buffo
Geïnspireerd door Corso en het werk van Fo besloot Cornette met Hilde Uitterlinden en Corso door Europa te trekken om kennis te nemen van de ontwikkelingen in het theater. In Italië ontmoetten Dario Fo die hen inspireerde om een andere weg in te slaan in het theater. Dit leidde tot overleg met de directeur van De Muntschouwburg, die open bleek te staan voor nieuwe initiatieven. Corso suggereerde om uitgaande van het theaterstuk Mistero Buffo, een nieuwe voorstelling te maken waarin teksten van Dario Fo gecombineerd werden met volksliederen en elementen van de Italiaanse theatertraditie, zoals de Commedia dell'arte. Cornette werkte dit plan verder uit, samen met jonge acteurs en het orkest van Wannes van de Velde. De nieuwe versie van Mistero Buffo was zo’n groot succes dat Cornette en Uitterlinden besloten een gezelschap op te richten om een vervolg te geven aan deze voorstellingen. Zo ontstond in 1973 de Internationale Nieuwe Scène/ La Nouvelle Scène Internationale, waarin onder meer Jan Decleir en Herman Gilis speelden naast spelers uit Franstalig theater.

## Internationale Nieuwe Scène
Cornette bracht met de Internationale Nieuwe Scène (INS) en Mistero Buffo succesvol en vernieuwend theater. Het theater omvatte zang, muziek, humor, poëzie, spektakel en passie. En het greep terug op oude tradities zoals de Middeleeuwse jongleurs. Bovendien wilde Cornette de aansluiting vinden met de maatschappelijke veranderingen van die tijd, vooral de acties van de arbeidersklasse. Bijzonder was ook dat Walen en Vlamingen samen speelden. In de Vlaamse voorstellingen was de taal Nederlands, ook voor de Walen, terwijl bij de Franstalige voorstellingen iedereen, ook de Vlamingen Frans als taal gebruikten. Na enige tijd werd echter besloten uitsluitend in het Nederlands te spelen.
Cornette’s engagement ging ver. De acteurs bij de INS wekten hard tegen een karig loon. De eerste jaren werd geen subsidie ontvangen. Vaak werd in fabriekshallen gespeeld, soms buiten, maar zelden meer in theaters. INS was een zeer democratische organisatie en over alles werd vergaderd.
Op enig moment ontstond er binnen de INS onvrede. Een deel van de INS-acteurs vond de werkwijze onbevredigend en de solidariteit met de arbeiders te veel overheersen. Er ontstonden in 1976 twee gezelschappen, de Mannen van den Dam, en anderzijds het Kollektief INS. Het Kollektief vervolgde de oorspronkelijke route en kocht een tent om drempels voor theater nog meer te verlagen. Cornette was betrokken bij alle voorstellingen van het Kollektief, zoals Tricolore Triste, De Herkuls en Moeder Courage. Hoewel hij hiermee succes boekte, werd het succes van Mistero Buffo nooit meer geëvenaard.
De maatschappelijke ontwikkelingen maakten de situatie voor INS moeilijk. De subsidie werd gestopt en het INS hield in 1997 formeel op te bestaan. Het gezelschap ging op in het Zuiderpershuis.

## Na INS
Met Dirk Van Esbroeck en partner Hilde Uitterlinden werkte hij aan een aantal poëzieprogramma's op basis van werk van Pablo Neruda en Federico Garcia Lorca. Ook speelde hij, soms samen met Uitterlinden, nog steeds stukken van de Internationale Nieuwe Scène, ook onder die naam. Daarnaast was Cornette directeur bij het Zuiderpershuis.

## Bron/link
Interview Cornette